# BlacKkKlansman
BlacKkKlansman è un film del 2018 diretto da Spike Lee.
La pellicola, adattamento cinematografico del libro Black Klansman scritto dall'ex poliziotto Ron Stallworth, ha un cast che comprende John David Washington, Adam Driver e Topher Grace, ed è stato selezionato in concorso al Festival di Cannes 2018.
Il film ha ricevuto sei candidature ai premi Oscar 2019 ed ha vinto l'Oscar alla migliore sceneggiatura non originale.

## Trama
La scena di Via col vento dei soldati confederati feriti e distesi sulle strade della Georgia, viene usata come pubblicità pubblica da Kennebrew Beauregard, il quale esprime una feroce denuncia contro le minoranze etniche e l'integrazione razziale negli Stati Uniti.
Nel 1972, Ron Stallworth è il primo afroamericano a diventare poliziotto a Colorado Springs. Inizialmente viene assegnato all'archivio, dove deve affrontare il razzismo dei suoi colleghi. Richiede un trasferimento per essere un agente sotto copertura e viene inviato a infiltrarsi durante un comizio sui diritti civili dei neri tenuto da Kwame Ture. Durante il comizio conosce Patrice Dumas, presidente dell'unione studentesca nera del Colorado College. Mentre Patrice riaccompagna Ture all'hotel, viene fermata dall'agente Andy Landers, un poliziotto razzista collega di Stallworth, che minaccia Ture e aggredisce Patrice.
Dopo il comizio, Stallworth viene riassegnato al dipartimento di intelligence. Mentre legge il giornale locale, nota un annuncio di reclutamento del Ku Klux Klan. Decide di chiamare il numero, fingendosi un uomo bianco, e parla con Walter Breachway, presidente del cantone di Colorado. Stallworth si fa aiutare dal suo collega Flip Zimmerman, che lo impersona per incontrare i membri del Ku Klux Klan di persona: Zimmerman partecipa agli incontri e incontra Walter Breachway, Felix Kendrickson, il membro più radicale del cantone, e un membro di nome Ivanhoe, che parla di un attentato imminente.
Zimmerman, nei panni di Stallworth, continua a coltivare l'amicizia con il cantone locale. Per velocizzare l'arrivo della sua tessera di membro, Stallworth chiama il quartier generale del Ku Klux Klan in Louisiana e riesce a parlare direttamente con David Duke, Gran maestro e presidente nazionale del Ku Klux Klan, con cui instaura un rapporto di fiducia. Kendrickson inizia a sospettare che qualcosa non vada e che Zimmerman possa essere ebreo, per cui pretende che si sottoponga a una macchina della verità che ha in casa, ma Stallworth riesce a salvare il collega lanciando una pietra che rompe una finestra della casa di Kendrickson. Ron inizia anche a uscire regolarmente con Patrice, celandole di essere un poliziotto. Dopo aver passato delle informazioni all'Army Criminal Investigation Command sui membri del Klan, scopre che due affiliati sono agenti del NORAD.
Duke visita Colorado Springs per la cerimonia di iniziazione di Stallworth/Zimmerman al Klan; allo stesso Stallworth, benché sia nero e nonostante le sue proteste, viene assegnato il compito di scorta a Duke. Dopo l'iniziazione di Stallworth/Zimmerman a membro del Klan, Connie, la moglie di Kendrickson, lascia la cerimonia per piazzare una bomba durante la marcia per i diritti civili organizzata dall'unione studentesca nera del Colorado College. Stallworth riesce ad avvertire i colleghi e Connie, impaurita dalla notevole presenza di poliziotti nella zona, chiama Kendrickson, che le intima di passare al piano B. Connie si reca allora a casa di Patrice e tenta invano di nascondere l'esplosivo C-4 nella cassetta della posta, ma Patrice e la sua amica arrivano, e Connie è costretta ad allontanarsi dalla porta di casa di Patrice.
Connie decide quindi di piazzare la bomba sotto l'auto di Patrice, parcheggiata in strada vicino alla casa. Stallworth, arrivato sulla scena, vede Connie fuggire e tenta di fermarla, ma due agenti di pattuglia lo fermano e, pensando che stia aggredendo Connie, lo arrestano e lo colpiscono con il manganello, nonostante questi sostenga di essere un agente sotto copertura. Kendrickson, Ivanhoe e Walker, amico di Kendrickson che aveva procurato l'esplosivo e che, durante la cerimonia, aveva riconosciuto Zimmerman, arrivano a casa di Patrice, fermandosi proprio di fianco all'auto, sotto la quale era stato lasciato l'esplosivo. Kendrickson attiva la bomba e i tre uomini vengono uccisi dall'esplosione. Zimmerman arriva sul luogo e riesce a liberare Stallworth, mentre Connie viene arrestata.
Mentre festeggiano la vittoria in un bar, Stallworth, grazie a un microfono nascosto, riesce a incastrare Landers, che confessa la sua aggressione a Patrice; con la confessione registrata, Landers viene arrestato. Il capo della polizia Bridges si congratula con la squadra per il successo dell'operazione, ma ordina il fermo delle operazioni per mantenere la cosa lontana dal pubblico. Mentre sta distruggendo tutti i documenti, Stallworth riceve una chiamata da Duke e, prima di riattaccare, il detective rivela di essere un uomo di colore. La sera Patrice e Ron discutono del loro futuro, ma vengono interrotti da un colpo alla porta; dalla finestra vedono su una collina poco distante una croce in fiamme, circondata dai membri del Klan.
Il film si conclude con immagini dei disordini dell'agosto 2017 a Charlottesville, includendo anche scene con protagonisti suprematisti bianchi: David Duke che tiene un discorso, la contro-protesta dei bianchi, l'attacco in auto compiuto da James Alex Fields Jr. e le dichiarazioni del presidente Donald Trump dopo gli avvenimenti. Le ultime scene sono un memoriale a Heather Heyer, vittima dell'attacco in auto, e una bandiera statunitense sottosopra, che lentamente sfuma verso il bianco e il nero.

## Produzione
Le riprese del film, il cui budget è stato di 15 milioni di dollari, sono iniziate nell'ottobre 2017.

## Promozione
Il primo trailer del film viene diffuso il 14 maggio 2018.

## Distribuzione

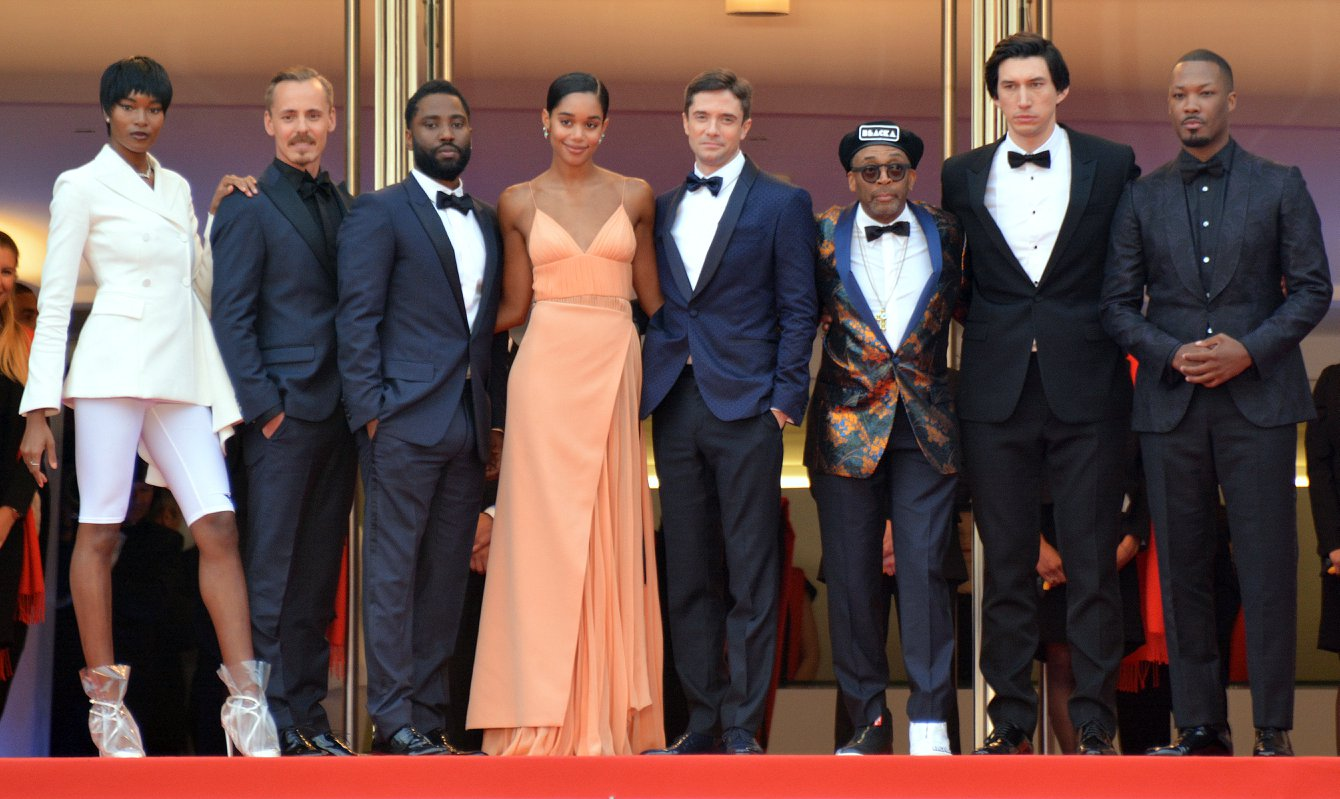
Il cast alla presentazione del film al Festival di Cannes

La pellicola è stata presentata in concorso al Festival di Cannes 2018 il 14 maggio.
Il film è stato distribuito nelle sale cinematografiche statunitensi a partire dal 10 agosto 2018 ed in quelle italiane dal 27 settembre dello stesso anno.

## Accoglienza

### Incassi
BlacKkKlansman ha incassato 49,3 milioni di dollari nel Nord America e 44,1 nel resto del mondo, per un totale di 93,4 milioni di dollari.

### Critica
Dopo la proiezione al Festival di Cannes, la pellicola ha ricevuto applausi e buone recensioni. Gabriele Niola di badtaste.it elogia la pellicola, considerandola "uno dei migliori film di Spike Lee", mentre Emanuele Rauco dice che "il film è divertente e intelligente, scritto benissimo, diretto anche meglio, montato con perizia eccezionale e recitato alla grande da tutti gli attori".
Sull'aggregatore Rotten Tomatoes il film riceve il 96% delle recensioni professionali positive con un voto medio di 8,3 su 10 basato su 412 critiche, mentre su Metacritic ottiene un punteggio di 83 su 100 basato su 56 critiche.
Max Evry, critico di ComingSoon.net, posiziona il film al settimo posto dei migliori film del decennio 2010-2019.

## Riconoscimenti
- 2019 - Premio Oscar[2][3]
  - Migliore sceneggiatura non originale a Spike Lee, David Rabinowitz, Charlie Wachtel, Kevin Willmott
  - Candidatura per il miglior film
  - Candidatura per il miglior regista a Spike Lee
  - Candidatura per il miglior attore non protagonista ad Adam Driver
  - Candidatura per il miglior montaggio a Barry Alexander Brown
  - Candidatura per la migliore colonna sonora a Terence Blanchard
- 2019 - Golden Globe[14]
  - Candidatura per il miglior film drammatico
  - Candidatura per il miglior attore in un film drammatico a John David Washington
  - Candidatura per il miglior attore non protagonista ad Adam Driver
  - Candidatura per il miglior regista a Spike Lee
- 2018 - American Film Institute[15]
  - Migliori dieci film dell'anno
- 2018 - Festival di Cannes[1]
  - Grand Prix Speciale della Giuria[16]
  - In concorso per la Palma d'oro
- 2018 - Gotham Independent Film Awards[17]
  - Candidatura per il miglior attore ad Adam Driver
- 2018 - People's Choice Awards[18]
  - Candidatura per il film drammatico preferito dal pubblico
  - Candidatura per la miglior star drammatica preferita dal pubblico a John David Washington
- 2019 - AACTA International Awards[19]
  - Candidatura per il miglior film
  - Candidatura per il miglior regista a Spike Lee
  - Candidatura per la miglior sceneggiatura a Spike Lee
- 2019 - British Academy Film Awards[20][21][22]
  - Migliore sceneggiatura non originale a Spike Lee
  - Candidatura per il miglior film
  - Candidatura per il miglior regista a Spike Lee
  - Candidatura per il miglior attore non protagonista ad Adam Driver
  - Candidatura per la migliore colonna sonora a Terence Blanchard
- 2019 - Critics' Choice Awards[23]
  - Candidatura per il miglior film
  - Candidatura per il miglior attore non protagonista ad Adam Driver
  - Candidatura per il miglior regista a Spike Lee
  - Candidatura per la miglior sceneggiatura non originale a Spike Lee
- 2019 - Directors Guild of America Award[24]
  - Candidatura per il miglior regista a Spike Lee
- 2019 - Eddie Awards[25]
  - Candidatura per il miglior montaggio in un film drammatico a Barry Alexander Brown
- 2019 - Independent Spirit Awards[26]
  - Candidatura per il miglior attore non protagonista a Adam Driver
- 2019 - MTV Movie & TV Awards[27]
  - Candidatura per il miglior film
  - Candidatura per il miglior eroe a John David Washington
- 2019 - Producers Guild of America Awards[28]
  - Candidatura per il Darryl F. Zanuck Award al miglior film a Sean McKittrick, Jason Blum, Raymond Mansfield, Jordan Peele, Spike Lee
- 2019 - Satellite Award[29][30]
  - Miglior film indipendente
  - Candidatura per il miglior attore in un film commedia o musicale a John David Washington
  - Candidatura per il miglior attore non protagonista a Adam Driver
  - Candidatura per il miglior regista a Spike Lee
  - Candidatura per la miglior sceneggiatura non originale a Spike Lee, David Rabinowitz, Kevin Wilmott e Charlie Wachtel
  - Candidatura per la miglior colonna sonora originale a Terence Blanchard
  - Candidatura per il miglior montaggio a Barry Alexander Brown
- 2019 - Screen Actors Guild Award[31]
  - Candidatura per il miglior attore protagonista a John David Washington
  - Candidatura per il miglior attore non protagonista ad Adam Driver
  - Candidatura per il miglior cast cinematografico
- 2019 - Writers Guild of America Award[32]
  - Candidatura per la miglior sceneggiatura non originale a Spike Lee, David Rabinowitz, Kevin Wilmott e Charlie Wachtel